# 올리비아 핼리넌
올리비아 핼리넌(Olivia Hallinan, 1985년 1월 20일 ~ )은 잉글랜드의 배우이다.

## 출연 작품

### 텔레비전
- 홀비 시티 (2000)
- 토치우드 (2006)
- 캐주얼티 (2007)
- 더 파라다이스 (2012)
- 명탐정 브라운 신부 (2019)